# Neobatracis
Els neobatracis (Neobatrachia) són un subordre de l'ordre Anura amb més de 5.000 espècies diferents i que engloba el 96% del total d'espècies de granotes existents.
El nom suggereix i classifica aquest subordre com és el més nou ("neo") del tres subordres d'anurs, per bé que la diferenciació entre Archaeobatrachia, Mesobatrachia i Neobatrachia és polèmica, i a mesura que s'investiga es descobreix que moltes de les característiques que s'usaren per a diferenciar d'aquest grup, s'aplicaren a altres (les diferències principalment anatòmiques basades sobretot l'estructura d'esquelet, així com diverses característiques visibles i conductuals).

## Taxonomia
El subordre dels neobatracis conté cinc superfamílies:
- Hyloidea (= Bufonoidea)
- Microhyloidea
- Myobatrachoidea
- Ranoidea
- Sooglossoidea